# 와한 회랑
와한 회랑 또는 와칸 회랑(Wakhan Corridor, 파슈토어: واخان دهلېز 페르시아어: دالان واخان)은 아프가니스탄 북동부에 위치한 동서로 가늘고 길게 뻗은 회랑 지대이다. 와한 회랑은 타지키스탄, 중국, 파키스탄 세 나라의 국경과 맞닿아있다. 와칸 회랑의 동쪽 끝은 가는 손가락 모양으로 중국 국경까지 좁고 길게 뻗어 있는데, 그 생김새 때문에 이른바 '와한Wakhan 회랑'이라고 한다.
오래 전부터 유라시아 대륙에서 동-서 이동을 위한 중요한 길목 이었고 따라서 역사적으로 많은 국가들이 이 곳을 전략적 요충지로 여겨왔다. 최근에도 중국과 관련하여 이슈가 되고 있다.

## 지리
와한 회랑은 파미르고원의 남쪽 끝자락을 동서로 흐르는 피얀지 강(Pyanji) 바로 남쪽에 있는 바다흐샨주에 위치한다.
이 회랑 지대에는 파미르인과 와키인, 키르기스인들이 거주하고 있고 인구는 약 12,000명 정도 된다.
회랑의 길이는 약 350km이다. 회랑의 서쪽 1/3은 너비가 13~30km(8~19마일)이며 Wakhan 중심부에서 65km(40마일)로 넓어진다. 동쪽 끝에서 회랑은 중국 영토의 돌출부를 감싸는 두 갈래로 갈라져 두 나라 사이의 92km(57마일) 경계를 형성한다. 아래의 지도는 와칸회랑의 모양을 잘 보여준다.
|  |

## 역사

### 고대
아주 오래 전부터 타클라마칸 사막을 통해서 동서를 잇는 실크로드 이른바 '비단길'의 일부를 이루는 중요한 통로였다.

### 8세기 경
고구려 출신 당나라 장수 고선지 장군이 지휘하는 당나라군과 동맹군 카를루크가 아바스 왕조, 티베트 연합군의 동쪽 진출을 막기 위해 탈라스 전투(Battle of Talas)당시 지나간 길목이었다.

### 19세기 경
영국과 러시아 제국 간의 그레이트 게임의 주요 무대가 된다. 영국이 당시 남쪽으로 팽창하려는 러시아 제국을 막기 위해 아프가니스탄과 파키스탄 사이의 국경인 듀랜드 라인을 임의로 설정하였는데 와한 회랑은 이 듀랜드 라인의 일부를 구성한다.
비록 이 듀랜드 라인이 당시 영국과 러시아 사이 분쟁의 완충제 역할을 했을지 모르지만 민족과 지역에 대한 고려 없이 설정되었기 때문에 지금까지 분쟁의 원인이 되고있다.
|  |

### 21세기(현재)
앞에서도 언급했듯 와한 회랑은 중국과 맡닿아있어 최근 중국과의 관계에서 몇 가지 쟁점들이 있다.
- 일대일로(一帶一路)

중국 주도의 현대판 실크로드 전략이다. 35년 간(2014～2049) 고대 동서양의 교통로인 현대판 실크로드를 다시 구축해, 중국과 주변국가의 경제․무역 합작 및 확대의 길을 여는 것을 목표로 한다. 와한 회랑이 이 '일대일로' 중 일부로 포함되어있다.
- 신장 위구르 자치구

중국 정부는 신장 위구르 자치구의 분리 독립을 막기 위해 탄압하고 있다. 이 지역에 사는 대부분의 사람들은 이슬람 신자인데, 중국의 탄압에 맞서 1990년 분리 독립을 추구하는 신장 독립운동(ETIM) 세력이 설립되었고 중국은 이 세력이 와한 회랑을 통해 침투하거나, 와한을 거점으로 신장 분리 독립을 전개할 가능성이 있다고 보고 경계하고 있다.

## 같이 보기
- 회랑
- 와한
- 파미르고원
- 고선지
- 실크로드
- 그레이트 게임
- 듀랜드 라인
- 신장 위구르 자치구